# Ciliosemina purdieana
Ciliosemina purdieana là một loài thực vật có hoa trong họ Thiến thảo. Loài này được (Wedd.) Antonelli mô tả khoa học đầu tiên năm 2005.